# Scathophaga bipunctata
Scathophaga bipunctata är en tvåvingeart som först beskrevs av Macquart 1835.  Scathophaga bipunctata ingår i släktet Scathophaga och familjen kolvflugor.
Artens utbredningsområde är Frankrike. Inga underarter finns listade i Catalogue of Life.